# Xiphophorus kallmani
Xiphophorus kallmani ist ein Süßwasserfisch aus der Familie der Lebendgebärenden Zahnkarpfen. Er ist nah mit dem gewöhnlichen Schwertträger (Xiphophorus hellerii) verwandt. Die Art wurde 2003 erstmals wissenschaftlich beschrieben. Das Artepitheton wurde zu Ehren des Ichthyologen Klaus D. Kallman vergeben.

## Merkmale
Es handelt sich um einen großen Vertreter der Gattung Xiphophorus, die Fische erreichen eine Standardlänge von 8,5 cm. Die Körpergrundfarbe ist in beiden Geschlechtern graubraun, in der unteren Körperhälfte messinggelb. Auf den Seiten befinden sich ein bis vier dunkelrote horizontale Streifen, wobei der Streifen entlang der Körpermitte sehr deutlich ausgeprägt ist. Die Flossen sind meist farblos, nur in der Rückenflosse befinden sich zwei Reihen bräunlich-roter Punkte. Das Schwert der Männchen ist goldgelb gefärbt und schwarz gerandet. Bei sexuell aktiven Männchen sind die Brust- und Bauchflossen sowie das Gonopodium orange-gelb gefärbt.

## Vorkommen und Lebensweise

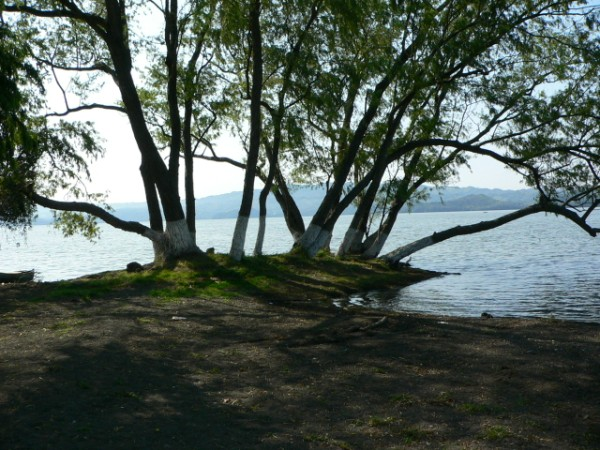
Blick auf den Catemacosee

Xiphophorus kallmani kommt endemisch im Catemacosee vor. Der See liegt umgeben von Bergen auf einer Höhe von 340 m im mexikanischen Bundesstaat Veracruz. Der Schwertträger tritt dort zusammen mit einigen anderen ebenfalls endemisch im See beheimateten lebendgebärenden Zahnkarpfen auf: Xiphophorus milleri, Poecilia catemaconis, Poeciliopsis catemaco und Heterandria tuxtlaensis. Andere dort gefundene Fischarten sind Astyanax fasciatus, Cichlasoma fenestratum, Rhamdia guatemalensis sowie Dorosoma petenense.

## Systematik
Die Art ist Teil der Gruppe der südlichen Schwertträger (siehe Kladogramm im Artenabschnitt der Gattung Xiphophorus).